# Маріон (Юта)
Маріон (англ. Marion) — переписна місцевість (CDP) в США, в окрузі Самміт штату Юта. Населення — 676 осіб (2020).

## Географія
Маріон розташований за координатами 40°40′53″ пн. ш. 111°16′58″ зх. д. / 40.68139° пн. ш. 111.28278° зх. д. (40.681343, -111.282842).  За даними Бюро перепису населення США в 2010 році переписна місцевість мала площу 15,08 км², уся площа — суходіл.

## Демографія
Згідно з переписом 2010 року, у переписній місцевості мешкало 685 осіб у 198 домогосподарствах у складі 164 родин. Густота населення становила 45 осіб/км².  Було 226 помешкань (15/км²).
Расовий склад населення:
| - 96,4 % — білих - 1,0 % — корінних американців - 1,8 % — осіб інших рас |

До двох чи більше рас належало 0,9 %. Частка іспаномовних становила 3,6 % від усіх жителів.
За віковим діапазоном населення розподілялося таким чином: 37,2 % — особи молодші 18 років, 53,5 % — особи у віці 18—64 років, 9,3 % — особи у віці 65 років та старші. Медіана віку мешканця становила 32,8 року. На 100 осіб жіночої статі у переписній місцевості припадало 103,9 чоловіків;  на 100 жінок у віці від 18 років та старших — 101,9 чоловіків також старших 18 років.
Середній дохід на одне домашнє господарство  становив 86 177 доларів США (медіана — 71 250), а середній дохід на одну сім'ю — 94 467 доларів (медіана — 72 750). За межею бідності перебувало 4,2 % осіб, у тому числі 0,0 % дітей у віці до 18 років та 30,3 % осіб у віці 65 років та старших.
Цивільне працевлаштоване населення становило 275 осіб. Основні галузі зайнятості: транспорт — 20,7 %, освіта, охорона здоров'я та соціальна допомога — 17,5 %, мистецтво, розваги та відпочинок — 10,9 %, будівництво — 9,8 %.